# Brackley Town Football Club
 (mai 2020).
Maillots
Actualités
Brackley Town Football Club est un club de football anglais basé à Brackley dans le Northamptonshire en Angleterre, le club évolue depuis 2012 en National League North (D6).

## Histoire
- 1890 : Fondation du club
- 1977 : Le club rejoint la Hellenic League Division One[1].
- 1982 : Le club est transféré en United Counties League.
- 1994 : Le club est de retour en Hellenic League.
- 1997 : Le club monte en Southern Football League Division One Midlands.
- 1999 : Le club est relégué en Hellenic League.
- 2004 : Le club revient en Southern Football League Division One West.
- 2007 : Le club monte en Premier Division (D7).
- 2012 : Le club monte en National League North (D6).
- 2018 : Le club remporte la FA Trophy.

## Stade

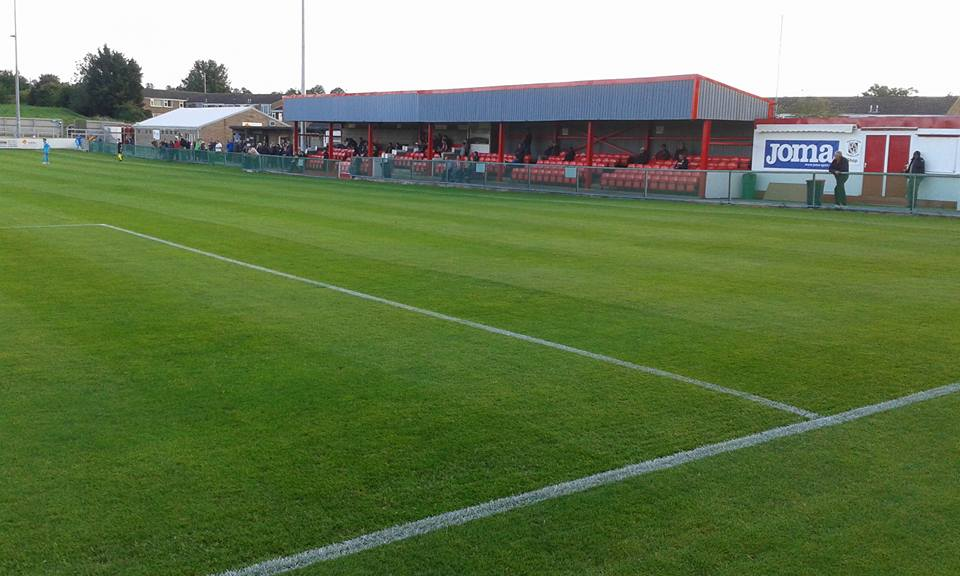
le stade actuel de Brackley Town en 2015

L'équipe jouait à Manor Road jusqu'en 1968 avant de se déplacer à Buckingham Road où les joueurs ont changé de stade, en 1974 l'équipe se déplace définitivement à St. James Park.
Sa capacité est de 3 500 spectateurs, dont 300 assises.[réf. nécessaire]

## Palmarès
| Compétitions nationales | Compétitions régionales |
| - FA Trophy (1) : - Vainqueur : 2017-2018 - Southern Football League Premier Division (D7) : - Champion : 2011-2012 - Southern Football League Division One Midlands (D8) : - Champion : 2006-2007 | - Hellenic League Premier Division (2) : - Champion : 1996-1997, 2003-2004 - United Counties League (1) : - Champion : 1983-1984 - Northamptonshire Senior Cup (3) - Vainqueur : 2010–2011, 2011–2012, 2014–2015 - Maunsell Cup (2) - Winners 2011–2012, 2012–2013 |

## Records
- Meilleure position : 3e en  National League North, 2012–2013, 2017–2018, 2018–2019
- Meilleur parcours en FA Cup : 2e tour, 2013–2014, 2016–2017[1]
- Meilleur parcours FA Trophy : Vainqueurs, 2017–2018[1]
- Meilleur parcours FA Vase : 3e tour, 1987–1988
- Record en affluence : 2 604 contre Halifax Town, 12 mai 2013, finale des play-offs en Conference North
- Joueur le plus capé : Terry Muckelberg, 350[3]
- Meilleur buteur : Paul Warrington, 320[3]